# Other Men's Wives
Other Men's Wives is een Amerikaanse dramafilm uit 1919 onder regie van Victor Schertzinger. De film is wellicht zoekgeraakt.

## Verhaal
Door de dood van haar vader wordt de rijkeluisdochter Cynthia Brock aan de bedelstaf gebracht. Ze staat op het punt om haar maatschappelijke positie te verliezen, als de rijke vrijgezel Fenwick Herbert haar hulp inschakelt om het huwelijk van James en Viola Gordon kapot te maken. Hij wil immers zelf met Viola trouwen. Cynthia kan James meteen om haar vinger winden, maar ze wordt verliefd op haar slachtoffer en weigert om door te gaan met het plan. Ze biecht het complot op aan James, die uiteindelijk toch scheidt van zijn vrouw om met haar te trouwen.

## Rolverdeling
| Acteur          | Personage               |
| --------------- | ----------------------- |
| Dorothy Dalton  | Cynthia Brock           |
| Forrest Stanley | James Gordon            |
| Holmes Herbert  | Fenwick Flint           |
| Dell Boone      | Viola Gordon            |
| Elsa Lorimer    | Mevrouw Peyton-Andrews  |
| Hal Clements    | Mijnheer Peyton-Andrews |